# Queixo
O queixo, ou mento, é a parte inferior e média da face, abaixo do lábio inferior. Nos vertebrados, região que corresponde à porção inferior e mediana da mandíbula.

## Fenda no queixo

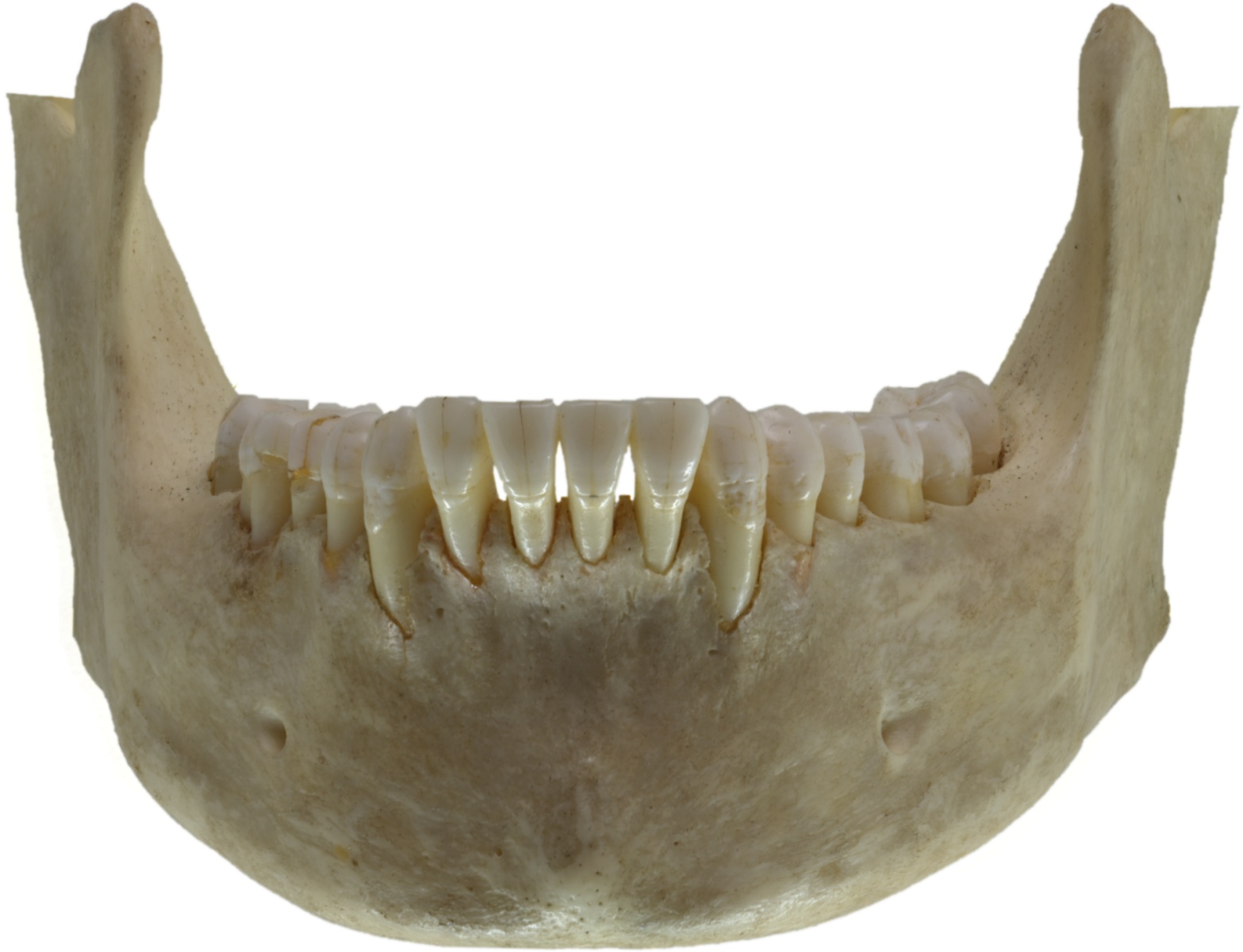
Vista frontal da mandíbula humana.

Os termos fenda no queixo e covinha no queixo, referem-se a uma fissura em forma de Y no queixo com uma peculiaridade óssea subjacente. Especificamente, a fissura do queixo segue a fissura no osso da mandíbula que resultou da fusão incompleta das metades esquerda e direita do osso da mandíbula, ou músculo, durante o desenvolvimento embrionário e fetal. Também pode se desenvolver durante a sínfise mandibular posterior, devido ao crescimento da protuberância mentoniana durante a puberdade, ou como resultado de acromegalia. Em alguns casos, um tubérculo mental pode crescer mais do que outro, o que pode causar assimetria facial.

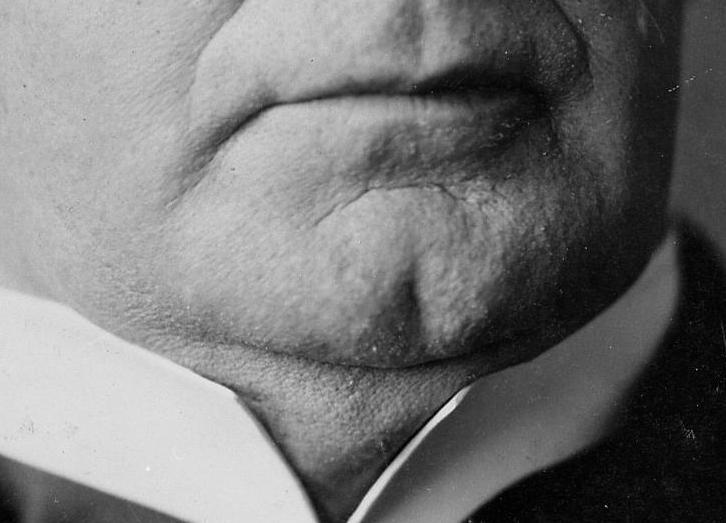
Exemplo de fenda no queixo.

A fissura no queixo é uma característica hereditária em humanos e pode ser influenciada por muitos fatores. O queixo fendido também é um exemplo clássico de penetrância variável com fatores ambientais ou um gene modificador possivelmente afetando a expressão fenotípica do genótipo real. As fissuras no queixo podem ser apresentadas em uma criança quando nenhum dos pais apresenta fissura no queixo. As fissuras no queixo são comuns entre pessoas originárias da Europa, Oriente Médio e Ásia Meridional.
Existe uma possível causa genética para o queixo fissurado, um marcador genético chamado rs11684042, localizado no cromossoma 2.
Na literatura persa, a covinha do queixo é considerada um fator de beleza e é metaforicamente referida como "o poço do queixo" ou "o poço do queixo": um poço no qual o pobre amante cai e fica preso.

## Queixo duplo

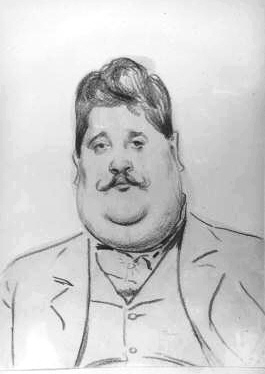
Caricatura feita por volta de 1900 retratando en como tendo um queixo duplo.

Em pessoas com sobrepeso, geralmente a camada de gordura subcutânea ao redor do pescoço cai e cria uma ruga, criando a aparência de um segundo queixo. Esta almofada de gordura é ocasionalmente removida cirurgicamente e os músculos correspondentes sob a mandíbula encurtados (elevação do hióide).
Um queixo duplo é uma perda de definição do maxilar ou tecido mole sob o queixo. Existem duas causas possíveis para o queixo duplo, que devem ser diferenciadas.

Outra causa pode ser uma deficiência óssea, comumente observada em pessoas com peso normal. Quando os ossos da mandíbula (e, por extensão, a maxila) não se projetam para a frente o suficiente, o queixo, por sua vez, não se projeta para a frente o suficiente para dar a impressão de mandíbula e queixo definidos. Apesar da baixa quantidade de gordura na área, pode parecer que o queixo está derretendo no pescoço. A extensão dessa deficiência pode variar drasticamente e geralmente precisa ser tratada cirurgicamente.[carece de fontes?] Em alguns pacientes, o déficit estético pode ser superado apenas com mentoplastia, em outros a falta de crescimento anterior pode justificar a cirurgia ortognática para mover uma ou duas mandíbulas para a frente. Se o paciente sofre de apnéia do sono, o avanço maxilomandibular precoce geralmente é o único tratamento causal e necessário para preservar a expectativa de vida normal.